# Kanton Montsinéry-Tonnegrande
Kanton Montsinéry-Tonnegrande (francouzsky Canton de Montsinéry-Tonnegrande) byl francouzský kanton v departementu Francouzská Guyana v regionu Francouzská Guyana. Byl tvořen pouze obcí Montsinéry-Tonnegrande. Zrušen byl po reformě kantonů 2014.